# Zlatni studio 2022.
Zlatni studio 2022. medijska je nagrada u Hrvatskoj koja se održala 4. veljače 2022. godine u 20 sati, a nagrade su dodijeljene za prethodnu godinu.
Nagrada Zlatni studio dodijelila se u pet skupina: film, televizija, kazalište, glazba i radio u 19 kategorija.
Glasovanje se odvijalo u dva kruga: prvi krug trajao je od objave nominiranih 10. prosinca 2021. godine do 31. prosinca 2021. godine, a drugi drug započeo je objavom troje finalista po svakoj od kategorija 7. siječnja 2022. i trajao je do 29. siječnja 2022. godine u ponoć.
Voditeljica programa bila je Danijela Trbović, a urednica Andrijana Škorput.

## Žiri
Uloga žirija sastoji se od predlaganju pet kandidata za svaku od potkategorija. Žiri je u sastavu četiri eksperta za svaku od kategorija.
- kategorija Film:
- kategorija Televizija: Željka Fattorini, Božo Sušec, Đelo Hadžiselimović, Tina Premec
- kategorija Kazalište: Ksenija Prohaska, Vinko Brešan, Ivana Mikuličin
- kategorija Glazba: Predrag Martinjak Peggy, Maja Kruhak, Zrinko Tutić, Ante Gelo[5]
- kategorija Radio:

## Dobitnici i nominirani

### Film
Najbolji filmski glumac godine
| Nominirani      | Film                  |
| --------------- | --------------------- |
| Stojan Matavulj | Zbornica              |
| Leon Lučev      | Murina                |
| Rene Bitorajac  | A bili smo vam dobri  |
| Zdenko Jelčić   | Menhetenska rapsodija |
| Branko Uvodić   | Po tamburi            |

Najbolja filmska glumica godine
| Nominirani            | Film         |
| --------------------- | ------------ |
| Marina Redžepović     | Zbornica     |
| Gracija Filipović     | Murina       |
| Anja Šovagović Despot | Plavi cvijet |
| Vanja Ćirić           | Plavi cvijet |
| Danica Ćurčić         | Murina       |

Najbolji igrani film godine
| Nominirani           | Redatelj                    |
| -------------------- | --------------------------- |
| Plavi cvijet         | Zrinko Ogresta              |
| Zbornica             | Sonja Tarokić               |
| Murina               | Antoneta Alamat Kusijanović |
| A bili smo vam dobri | Branko Schmidt              |
| Tvornice radnicima   | Srđan Kovačević             |

### Televizija
Najbolji/a TV voditelj/ica godine
| Nominirani                     | TV emisija            | TV kanal |
| ------------------------------ | --------------------- | -------- |
| Mojmira Pastorčić              | RTL Direkt            | RTL      |
| Zoran Šprajc                   | RTL Direkt            | RTL      |
| Doris Pinčić                   | Dobro jutro, Hrvatska | HRT      |
| Joško Lokas                    | Potjera               | HRT      |
| Zlata Muck Sušec i Mirko Fodor | Dobro jutro, Hrvatska | HRT      |

Najbolji/a TV novinar/ka godine
| Nominirani       | TV kanal |
| ---------------- | -------- |
| Danka Derifaj    | RTL      |
| Goran Milić      | HRT      |
| Andrija Jarak    | Nova TV  |
| Mislav Bago      | Nova TV  |
| Zrinka Grancarić | HRT      |

Najbolja TV serija
| Nominirani             | TV kanal |
| ---------------------- | -------- |
| Crno-bijeli svijet     | HRT      |
| Dnevnik velikog Perice | HRT      |
| Dar Mar                | Nova TV  |
| Bogu iza nogu          | Nova TV  |
| Minus i plus           | HRT      |

Najbolja TV zabava
| Nominirani                               | TV kanal |
| ---------------------------------------- | -------- |
| Pametan kao kokoš, tvrdoglav kao magarac | HRT      |
| Potjera                                  | HRT      |
| Volim Hrvatsku                           | HRT      |
| Tvoje lice zvuči poznato                 | Nova TV  |
| Večera za 5 na selu                      | RTL      |

Najbolji reality show godine
| Nominirani               | TV kanal |
| ------------------------ | -------- |
| Tri, dva, jedan – kuhaj! | RTL      |
| Supertalent              | Nova TV  |
| MasterChef               | Nova TV  |
| Brak na prvu             | RTL      |
| Ljubav je na selu        | RTL      |

Najbolja TV emisija godine
| Nominirani        | TV kanal |
| ----------------- | -------- |
| More              | HRT      |
| Provjereno        | Nova TV  |
| RTL Direkt        | RTL      |
| What's up America | HRT      |
| Kolaži o laži     | HRT      |

### Kazalište
Najbolja predstava godine
| Nominirane predstave       | Redatelj        | Kazalište                       |
| -------------------------- | --------------- | ------------------------------- |
| Ja sam ona koja nisam      | Paolo Magelli   | ZeKaeM                          |
| U Agoniji                  | Ivica Buljan    | HNK Zagreb                      |
| Kukci...zaustavljena priča | Saša Anočić     | HNK Split                       |
| Maškarate ispod kuplja     | Paolo Tišljarić | Gradsko kazalište Marina Držića |
| Čovjek Jastuk              | Vanja Jovanović | GDK Gavella                     |

Najbolji kazališni glumac godine
| Nominirani                                        | Kazalište                         |
| ------------------------------------------------- | --------------------------------- |
| Živko Anočić: Katurian u "Čovjeku Jastuku"        | GDK Gavella                       |
| Goran Grgić: Konrad u "Kad svijeće dogore"        | HNK Zagreb i Teatar Erato         |
| Filip Nola: Susjed u "Ja sam ona koja nisam"      | ZeKaeM                            |
| Milivoj Beader: Jerkica u "Ja sam ona koja nisam" | ZeKaeM                            |
| Davor Jureško: Antonio u "Usidrenima"             | HNK Split, HNK Zadar, GDK Gavella |

Najbolja kazališna glumica godine
| Nominirane                                                   | Kazalište |
| ------------------------------------------------------------ | --------- |
| Lucija Šerbedžija: Katarina i Ruža u "Ja sam ona koja nisam" | ZeKaeM    |
| Linda Begonja: Frosine u "Škrcu"                             | Kerempuh  |
| Anđela Ramljak: Nikolina u "Ja sam ona koja nisam"           | ZeKaeM    |
| Urša Raukar: Stanka u "Ja sam ona koja nisam"                | ZeKaeM    |
| Anja Šovagović Despot: Jakovica u "Usidrene"                 | HNK Split |

Najbolje novo lice u kazalištu i na filmu
| Nominirani                                         | Kazalište                                     |
| -------------------------------------------------- | --------------------------------------------- |
| Dea Presečki: naslovna uloga u Matijaš Grabancijaš | HNK Varaždin                                  |
| Toma Medvešek: Dodo u Ti si prvi hrabar            | KunstTeatar i Umjetnička organizacija Punctum |
| Tea Harčević: Veronika u filmu Plavi cvijet        | -                                             |
| Ugo Korani: Filip u Ja sam ona koja nisam          | ZeKaeM                                        |
| Tonka Mršić: Konobarica u Nosorogu                 | Teatar Ulysses                                |

### Glazba
Najbolji pjevač godine
| Nominirani              |
| ----------------------- |
| Željko Bebek            |
| Matija Cvek             |
| Zlatan Stipišić Gibonni |
| Boris Novković          |
| Neno Belan              |

Najbolja pjevačica godine
| Nominirane  |
| ----------- |
| Zsa Zsa     |
| Nina Badrić |
| Albina      |
| Franka      |
| Vanna       |

Najbolji hit/pjesma godine
| Nominirani                    | Izvođač                               |
| ----------------------------- | ------------------------------------- |
| Zaljubljen                    | Cambi                                 |
| Ja još uvijek imam istu želju | Nina Badrić                           |
| Poljubi me za kraj            | Silente                               |
| Lažu fotografije              | Zlatan Stipišić Gibonni               |
| Inamorana                     | Tonči & Madre Badessa ft. Petar Grašo |

Najbolje novo lice na glazbenoj sceni
| Nominirani     |
| -------------- |
| Albina         |
| Vjeko Klučarić |
| Lorena Bućan   |
| Fran Vasilić   |
| Z++            |

### Radio
Najbolji radio godine
| Nominirani         |
| ------------------ |
| HRT - Radio Rijeka |
| Narodni radio      |
| Radio Dalmacija    |
| Radio Sisak        |
| Yammat FM          |

Najbolji radijski glas godine
| Nominirani                  | Radio stanica      |
| --------------------------- | ------------------ |
| Mario Lipovšek - Battifiaca | Radio Istra        |
| Tatjana Jurić               | Narodni radio      |
| Robert Ferlin               | HRT - Radio Rijeka |
| Zlatko Turkalj              | HRT - HR 2         |
| Smiljko Kajtez - Smile      | Radio Zaprešić     |

## Vanjske poveznice
- Službene web stranice nagrade Zlatni studio